# Aidan Moffat
Aidan John Moffat, né le 10 avril 1973 à Falkirk, en Écosse, est un artiste auteur-compositeur-interprète, principalement connu pour avoir été l'un des deux membres du groupe de rock indépendant Arab Strap avec Malcolm Middleton.

## Biographie
Moffat mait et grandit à Falkirk, en Écosse. Le premier album qu'il achète est Elvis Chante Pour les Enfants par Elvis Presley. Élève à la Falkirk High School, le lycée de Falkirk, il écoute des groupes comme les Pixies, Dinosaur Jr. et Slint. En 1990, alors agé de 17 ans, il est exclu de son lycée sans obtenir son diplôme. 
Il travaille alors pendant quatre ans dans un magasin de disques indépendants, Sleeves Records, duquel il démissionne en 1996.

## Albums
- 2002 : Hypnogogia (sous le nom d'artiste Lucky Pierre)
- 2005 : Touchpool (sous le nom d'artiste  L. Pierre)
- 2007 : Dip (sous le nom d'artiste L. Pierre)
- 2007 : I can hear your heart, Chemikal
- 2011 : Everything's getting older (avec Bill Wells)
- 2013 : The Island Come True (L. Pierre)
- 2013 : The Eternalist (L. Pierre)
- 2015 : Vagrants_09_14
- 2015 : The Most Important Place in the World (avec Bill Wells)
- 2016 : Where You're Meant To Be (enregistrement live)
- 2018 : Where Lies the Body (avec RM Hubbert)